# Hobrovej
Hobrovej er en vej i Himmerland fra Aalborg Centrum til lidt nord for Hobro. Hobrovej begynder ved Vesterbro-Gammel Kærvej i Aalborg og ender i Aalborgvej lidt nord for Hobro. Vejen er en del af Sekundærrute 180, tidligere hovedvej A10. Vejen er 44 kilometer lang, heraf er de 16,6 kilometer vej beliggende i Aalborg Kommune. Vejen var indtil færdiggørelsen af Nordjyske Motorvej den vigtigste transportvej mellem Aalborg og Hobro. Hobrovejskvarteret i Aalborg er navngivet efter Hobrovej.

## Vejens forløb

### Hobrovej i Aalborg
Fra Vesterbro-Gammel Kærvej løber Hobrovej mod syd forbi Østre Alle-Kong Christians Alle og Ny Kærvej-Vestre Alle. Den fortsætter forbi Skelagervej-Over Kæret, hvor Mariendals Mølle Motorvejen udmunder i Hobrovej. Længere mod syd krydses Ny Nibevej-Indkildevej, Nibevej og Dallvej. Der er fra Hobrovej således forbindelse til Aalborg Centrum, Hasseris, Hobrovejskvarteret-Kærby, Skalborg og City Syd. Nær Hobrovej ligger bl.a. Aalborg Universitetshospital Sygehus Syd, Skovdalen Atletikstadion, Aalborg Zoo og IKEA Aalborg.

### Hobrovej syd for Aalborg
Syd for Aalborg går Hobrovej gennem Svenstrup, Ellidshøj, Støvring, Rold Skov, Rold og Vebbestrup.